# Либертарианцы (Бразилия)
Либертарианская партия (LIBER; бразильский португальский: Libertários) — либертарианская бразильская политическая организация, включенная в список политических партий Высшим избирательным судом (португальский: Tribunal Superior Eleitoral; TSE). Партия была основана 20 июня 2009 года в Белу-Оризонти.
Впервые концепция Бразильской либертарианской партии появилась в 2005 году среди пользователей социальной сети «Orkut». Программа и устав LIBER были опубликованы в Федеральной официальной газете в январе 2010 года. Партия организовала демонстрации на набережной Рио-де-Жанейро против законопроекта PNDH 3, а также участвовала в либеральных форумах и семинарах, таких как Австрийский экономический семинар и форум Liberdade e Democracia в Белу-Оризонти.
Либертарианцы являются частью Интерлибертарианцев, международной ассоциации либертарианских партий и организаций. Из-за сильной защиты рыночной экономики при минимальном вмешательстве государства партия ассоциируется с новыми правыми. Хотя их позиция по экономическим вопросам тяготеет к правым, по социальным вопросам либертарианство склоняется к левым. Традиционно либертарианская теория связана с классической либеральной традицией, сторонниками которой являются Джон Локк, Дэвид Юм, Адам Смит и Иммануил Кант.

## Идеология
Партия пропагандирует экономическое либертарианство, черпая вдохновение в русско-американской писательнице и философе Айн Рэнд, американском экономисте Мюррее Ротбарде и американском философе Роберте Нозике. Она поддерживает политику свободного рынка и идеологически обоснована австро-британским писателем и философом Фридрихом Хайеком и австро-американским экономистом и историком Людвигом фон Мизесом. Партия отождествляет себя с Австрийской школой.
В интервью Институту Паис Мельхор, бывший президент LIBER Бернардо Санторо, определил либертарианство как «политическую философию, основанную на индивидуальном суверенитете, неинициации агрессии и самообладании». В этом определении человек является владельцем своего тела и смешивает свою работу с природой, что создает правовую систему с частной собственностью и экономическую систему со свободным рынком и свободным взаимодействием между индивидуумами».

## Процесс регистрации
Партия не зарегистрирована в Высшем избирательном суде, поскольку у неё нет требуемых 500 000 сторонников.

## Дирекции
Примечание: Следующая таблица отсортирована в алфавитном порядке по названиям штатов.
| Directory listing in June 2020 | Directory listing in June 2020 | Directory listing in June 2020 | Directory listing in June 2020 | Directory listing in June 2020 |
| Дирекции                       | Дирекции                       | Дирекции                       | Дирекции                       | Дирекции                       |
| Национальные                   | Город                          | Штат                           | Ссылка                         | Статус                         |
| ------------------------------ | ------------------------------ | ------------------------------ | ------------------------------ | ------------------------------ |
| Национальные                   | Бразилиа                       | DF                             | Facebook                       | Активный                       |
| Национальные                   | Сан-Паулу                      | SP                             | Facebook                       | Активный                       |
| Национальные                   |                                |                                |                                |                                |
| Региональные                   | Салвадор                       | BA                             |                                | Неактивный                     |
| Региональные                   | Форталеза                      | CE                             |                                | Неактивный                     |
| Региональные                   | Гояния                         | GO                             |                                | Неактивный                     |
| Региональные                   | Сан-Луис                       | MA                             |                                | Неактивный                     |
| Региональные                   | Кампу-Гранди                   | MS                             | Facebook                       | Активный                       |
| Региональные                   | Жуан-Песоа                     | PB                             |                                | Неактивный                     |
| Региональные                   | Куритиба                       | PR                             |                                | Неактивный                     |
| Региональные                   | Рио-де-Жанейро                 | RJ                             |                                | Неактивный                     |
| Региональные                   | Natal                          | RN                             |                                | Неактивный                     |
| Региональные                   | Флорианополис                  | SC                             |                                | Неактивный                     |
| Региональные                   | Сан-Паулу                      | SP                             |                                | Активный                       |
| Региональные                   | Аракажу                        | SE                             |                                | Активный                       |
|                                |                                |                                |                                |                                |